# Comté d'Arkansas
Pour les articles homonymes, voir Arkansas (homonymie).
Le comté d'Arkansas est un comté de l'État de l'Arkansas, aux États-Unis. Au recensement de 2020, il comptait 17 149 habitants. Ses sièges sont Stuttgart (pour le district nord) et De Witt (pour le district sud).

## Démographie
| 1830  | 1840  | 1850  | 1860  | 1870  | 1880  |
| ----- | ----- | ----- | ----- | ----- | ----- |
| 1 426 | 1 346 | 3 245 | 8 844 | 8 268 | 8 038 |

| 1890   | 1900   | 1910   | 1920   | 1930   | 1940   |
| ------ | ------ | ------ | ------ | ------ | ------ |
| 11 432 | 12 973 | 16 103 | 21 483 | 22 300 | 24 437 |

| 1950   | 1960   | 1970   | 1980   | 1990   | 2000   |
| ------ | ------ | ------ | ------ | ------ | ------ |
| 23 665 | 23 355 | 23 347 | 24 175 | 21 653 | 20 749 |

| 2010   | - | - | - | - | - |
| ------ | - | - | - | - | - |
| 19 019 | - | - | - | - | - |